# Phausis
Phausis Motschulsky/LeConte, 1851 è un genere di minuscoli insetti coleotteri, appartenenti alla famiglia Lampyridae.
Questi coleotteri sono per lo più poco appariscenti nell'aspetto e nel comportamento, quindi non hanno attirato molti studi e si sa poco di molte specie. Le specie di questo genere sono conosciute almeno nell'America settentrionale. In Nord America sono state descritte dieci specie, diffuse in gran parte del continente.
I generi Phausis e Lamprohiza sono molto simili e necessitano di una revisione; le delimitazioni tra i due non sono chiare. In alternativa, Phausis potrebbe essere parafiletico e/o almeno in parte sinonimo di Lamprohiza. Il genere è tradizionalmente collocato nella tribù Photinini delle Lampyrinae, ma almeno la specie Phausis reticulata non sembra essere particolarmente vicina a questo gruppo (o a Lamprohiza, se è per questo) e potrebbe anche non appartenere alla sottofamiglia Lampyrinae.

## Descrizione
I maschi di Phausis sono piccoli rispetto a molte lucciole, con dimensioni che vanno da circa 3,0 a 8,5 mm. La maggior parte di essi è di colore marrone o marrone-nero e presenta macchie trasparenti "a finestra" nella metà anteriore del pronoto. Una caratteristica fondamentale che distingue i maschi adulti di Phausis dalla maggior parte degli altri generi di lucciole è la presenza di una minuscola perlina vitrea sulla punta di ciascuna antenna. I maschi hanno occhi enormi. La maggior parte dei maschi di Phausis non è luminescente, anche se i maschi di Phausis reticulata emettono un debole e costante bagliore.
Le femmine di Phausis sono larviformi e attere, ma bioluminescenti, anche se i maschi della stessa specie non lo sono.

## Tassonomia
Il genere annovera dieci specie:
- Phausis californica Fender, 1966
- Phausis dorothae Fender, 1961
- Phausis inaccensa LeConte, 1878
- Phausis luminosa Fender, 1966
- Phausis marina Fender, 1966
- Phausis nigra Hopping, 1937
- Phausis reticulata (Say, 1825)
- Phausis rhombica Fender, 1961
- Phausis riversi (LeConte, 1884 (1885))
- Phausis skelleyi Fender, 1961